# Eremippus sobolevi
Eremippus sobolevi är en insektsart som beskrevs av Sergeev och Bugrov 1990. Eremippus sobolevi ingår i släktet Eremippus och familjen gräshoppor. Inga underarter finns listade i Catalogue of Life.